# Будбанк СРСР
Всесоюзний банк фінансування капітальних вкладень (Будбанк СРСР) — радянська кредитна установа, один з трьох державних банків протягом більшої частини існування СРСР. Здійснював фінансування капітальних вкладень усіх галузей народного господарства, акумулював кошти, призначені для цього. Утворений 1922 року як Промбанк, реорганізований у Будбанк 1959 року, реорганізований з виділенням банків галузевої спрямованості 1987 року.
Визнавався найбільшим серед інвестиційних банків світу за обсягом своїх операцій.

## Історія

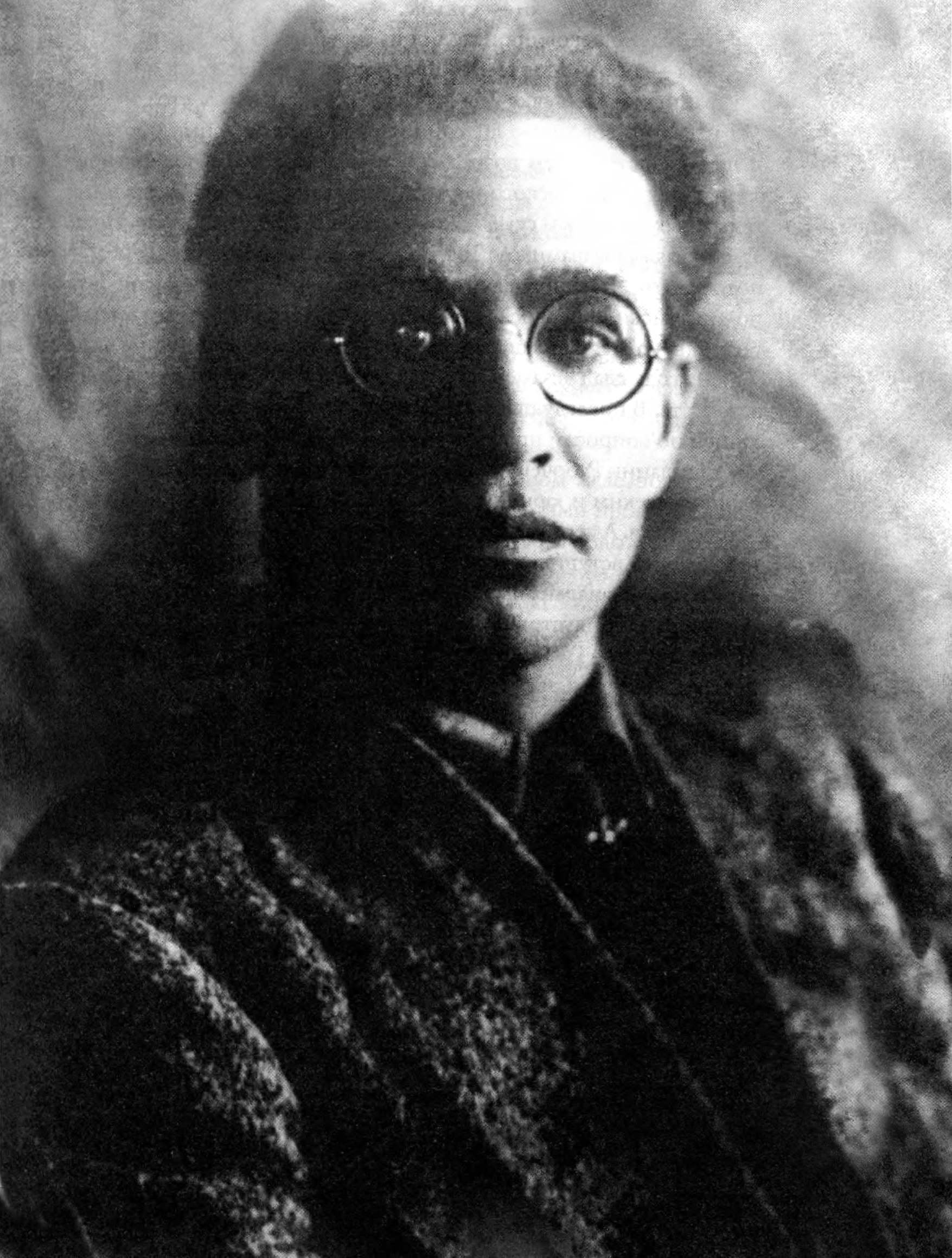
Російський соціал-демократ, уродженець Чорнобиля О. М. Краснощоков — один з ініціаторів створення Промбанку і його перший керівник

### 1922—1959
Після утворення СРСР поряд з Державним банком (жовтень 1921) за рік був створений Російський торгово-промисловий банк (Промбанк) у підпорядкуванні ВРНГ. Зазначалося, що цей банк організується з тим, щоб його дедалі зростаючою функцією став би довгостроковий кредит, щоб довгострокові позики державної промисловості йшли через Промисловий банк. Згідно зі статутом, затвердженим 1922 року, банк організувався як акціонерне товариство зі змішаним державно-приватним капіталом. Початковий статутний фонд — 15 млн золотих рублів.
Адреса центрального апарату — Москва, Тверський бульвар, 13.
Першу гостру фінансову кризу банк пережив у травні 1923 р. Того року було змінене керівництво і статутний капітал збільшено до 25 млн золотих рублів.
У 1924 р. Промбанк був перейменований в Торгово-Промисловий банк СРСР.
У березні 1926 р. у складі Промбанку був створений Відділ довгострокового кредиту (ВДК), який мав самостійний баланс.
У 1928 р. усе довгострокове кредитування промисловості й електрогосподарства було зосереджено в Промбанку, а короткострокове кредитування передавалося Держбанку.
Тоді ж на базі ВДК й Електробанку був організований Банк довгострокового кредитування промисловості й електрогосподарства — БДК (Промбанк). Його кошти складалися зі статутного, резервного і спеціального фондів, вкладів промисловості та поворотних бюджетних асигнувань.
Із часом розрахункові рахунки підрядних організацій були передані з Держбанку до Банку довгострокового кредитування. Також було відкрито мережу філій БДК в районах концентрованого будівництва.
У травні 1932 р. здійснено перетворення установи на Банк фінансування капітального будівництва промисловості, транспорту та зв'язку (Промбанк) у складі Наркомфіну.
На Промбанк було покладено фінансування капітального будівництва та інших капітальних вкладень усіх державних підприємств і будівельних організацій. Банк здійснював фінансування будівництв, здійснював оплату рахунків за будівельні матеріали та обладнання, видавав кошти на заробітну плату.
У 1930-ті роки банк продовжував бурхливо розвиватися. Цьому сприяло існування власної, незалежної від Держбанку, системи переказів. Станом на 1933 рік мережа Промбанку налічувала 147 установ. Найбільша його контора знаходилася в Ленінграді.
Сталінські репресії, пік яких прийшовся на 1936-37 роки, не оминули трудовий колектив Промбанку. Були арештовані та розстріляні низка його працівників та керівників.
Чимале значення мав банк у відновленні зруйнованого в роки ВВВ господарства.
22 вересня 1951 р. був затверджений Статут Промбанку СРСР.

### 1959—1987
У квітні 1959 р. існуючі раніше Сільськогосподарський банк (Сільгоспбанк), Банк фінансування комунального і житлового будівництва (Цекомбанк) були ліквідовані. Їх функції передані Промбанку, перейменованому у Всесоюзний банк фінансування капітальних вкладень (Будбанк СРСР) і Державному банку СРСР.
З 1961 р. Будбанк став безпосередньо підпорядковуватися Раді Міністрів СРСР.
У застійні роки в Будбанку було зосереджено фінансування приблизно 70 % всіх капітальних вкладень країни. Він становив одну з найбільших інвестиційних інституцій СРСР.
1 жовтня 1964 р. був затверджений Статут Будбанку СРСР, який визначався як «державний банк фінансування та кредитування капітальних вкладень промисловості, транспорту, зв'язку та інших галузей народного господарства СРСР».
Основним завданням Будбанку було «здійснення відповідно до директив Партії та Уряду контролю за правильним і ефективним використанням капітальних вкладень, за виконанням завдань по введенню в дію виробничих потужностей і основних фондів, планів капітального будівництва, завдань по зниженню собівартості будівельно-монтажних робіт і планів накопичень, за мобілізацією внутрішньогосподарських резервів і своєчасним надходженням коштів, призначених на фінансування капітальних вкладень, за дотриманням кошторисної вартості будівництва, планової, фінансової та платіжної дисципліни, а також за зміцненням господарського розрахунку в будівництві».
Будбанк СРСР мав статутний фонд, резервний фонд, фонд основних коштів, фонд амортизації і фонд довгострокового кредитування. Статутний фонд визначався в сумі 250 млн. карбованців. Розмір фонду довгострокового кредитування перевищував 10 млрд крб.
Прибуток Будбанку розподілявся порівну на союзний бюджет і на резервний фонд самого банку.
15 жовтня 1981 р. був затверджений новий Статут Будбанку СРСР.
Статутний фонд зріс до 500 млн карбованців, також утворювався фонд розвитку банківської справи. Прибуток банку розподілявся наступним чином:
- 50 % перераховувалося до союзного бюджету;
- 3 % зараховувалося до фонду розвитку банківської справи;
- 47 % використовувалося за рішенням Ради Міністрів СРСР[9].

У 1982 році гучно відзначалося 60-річчя банку.
Прикметно, що Будбанк свого часу був піонером у використанні ЕОМ для потреб банківської справи. Банк мав власну систему обчислювальних центрів. Лауреатами Державної премії СРСР в галузі техніки за 1983 рік стала група працівників Будбанку СРСР «за створення та впровадження інтегрованої автоматизованої системи фінансування та кредитування капітального будівництва».

### 1987
До 1987 року банківську систему СРСР складали всього три банки: Державний банк, Будбанк і Зовнішторгбанк. Тільки Держбанк і Будбанк мали свої відділення на всій території СРСР. Крім того, в країні існувала система держтрудощадкас (які не були банками).
Реорганізація банківської системи почалася у зв'язку з переходом до ринку і до нової економіки в цілому. Метою реформи було підвищення ролі банків у механізмі кредитування і розвитку економіки.
Після тривалих дискусій було вирішено створити дворівневу банківську систему: центральний емісійний банк (Держбанк) та державні спеціалізовані банки, що діяли б на засадах повного господарського розрахунку й самофінансування. Ними стали:
- перетворені з Будбанку:
  - Промбудбанк (рос. Промстройбанк СССР; Промышленно-строительный банк СССР);
  - Агропромбанк (рос. Агропромбанк СССР; Агропромышленный банк СССР);
  - Житлосоцбанк (рос. Жилсоцбанк СССР; Банк жилищно-коммунального хозяйства и социального развития СССР);
- перетворений із Зовнішторгбанку — Зовнішекономбанк СРСР (рос. Внешэкономбанк СССР; Банк внешнеэкономической деятельности СССР);
- перетворений із ощадкас — Ощадбанк (рос. Сбербанк СССР; Банк трудовых сбережений и кредитования населения СССР)[10].

Спеціалізовані банки приступили до операцій з 1 січня 1988 р.

### Доля нащадків Будбанку
Промбудбанк СРСР фінансував капітальні вкладення у промисловість, будівництво, транспорт і зв'язок, в системи Держпостачу СРСР та Академії наук СРСР. У 1990—1991 роках він мав назву Державний комерційний промислово-будівельний банк (рос. Государственный коммерческий промышленно-строительный банк СССР), у 1991 — Акціонерний інвестиційно-комерційний промислово-будівельний банк (рос. Акционерный инвестиционно-коммерческий промышленно-строительный банк СССР).
В Україні його наступником став Промінвестбанк (Акціонерний комерційний промислово-інвестиційний банк). У 2008 він пережив масштабну фінансову кризу, у 2009 перейшов під контроль російського державного акціонера. З 2018 року його акції намагалися продати за борги перед фірмою з групи «Приват», 2022 року ліквідували.
Агропромбанк СРСР фінансував капітальні вкладення в агропромисловий комплекс країни і споживчу кооперацію. У 1990 р. отримав назву Загальносоюзний акціонерний комерційний агропромисловий банк (рос. Общесоюзный акционерный коммерческий агропромышленный банк СССР).
В Україні його наступником став Агропромбанк «Україна» (Акціонерний комерційний агропромисловий банк «Україна»). З 1998 він мав фінансові проблеми, у 2001 почалася процедура ліквідації, у 2009 — ліквідований.
Житлосоцбанк СРСР фінансував капітальні вкладення у галузі невиробничої сфери, житлово-комунальне господарство, державну торгівлю, побутове обслуговування, легку і місцеву промисловість, в господарство, підвідомче місцевим Радам народних депутатів, а також у сферу кооперативної та індивідуальної трудової діяльності. У 1990 р. перетворений на Акціонерний комерційний банк соціального розвитку (рос. Соцбанк; Акционерный коммерческий Банк социального развития).
В Україні його наступником став Укрсоцбанк (Акціонерно-комерційний банк соціального розвитку «Укрсоцбанк»). З 2011 р. він працював під брендом Unicredit Bank, з 2016 року перейшов у холдингову компанію ABH Holdings SA, що володіє «Альфа-Банком», а 25 жовтня 2019 року остаточно приєднався до останнього.

## Управління й організаційна структура
Будбанком СРСР керувало Правління у складі Голови Правління, заступників Голови та членів Правління, призначуваних Радою Міністрів СРСР.
Будбанк з усіма своїми установами становив єдину централізовану систему.
У столицях республік, в крайових і обласних центрах, в районних центрах, містах та інших населених пунктах Будбанк мав свої контори, відділення, а також пункти уповноважених при установах Держбанку СРСР.
У населених пунктах, де немає контор, відділень та пунктів уповноважених операції від імені Будбанку могли здійснювати відділення Держбанку СРСР.
Контори Будбанку керували діяльністю установ, розташованих на території відповідних територіальних одиниць.
У республіканській конторі Будбанку також утворювалося правління у складі керуючого конторою (голова правління), його заступників та членів правління, призначуваних Головою Правління Будбанку СРСР.
Контори та відділення Будбанку СРСР очолювали керуючі.
Кількість республіканських та обласних (крайових) контор становила 180.
Відділення відкривалися з урахуванням обсягу фінансування та кредитування капітальних вкладень у даному районі. На початок 1986 р. їх налічувалося 908.
Пункти уповноважених Будбанку були відкриті числом близько 800.
Протягом 1960—1975 рр. загальне число установ Будбанку СРСР зросло більш ніж удвічі (з 746 до 1500).
Що стосується України, то станом на 1977 рік у підпорядкуванні Української республіканської контори Будбанку СРСР перебувало 25 обласних контор, 13 міських управлінь, 97 відділень, 99 пунктів уповноважених та республіканський обчислювальний центр.

### Керівники Будбанку
Список містить імена голів Правління Будбанку СРСР, про яких є відомості.
| 1922—1923 | Краснощоков Олександр Михайлович (Абрам Мойсейович Краснощок) |
| 1923—1931 |                                                               |
| 1931—1936 | Туманов Микола Гаврилович                                     |
| 1936—1937 | Левін Рувим Якович                                            |
| 1937—1963 |                                                               |
| 1963—1970 | Гінзбург Семен Захарович                                      |
| 1970—1973 |                                                               |
| 1973—1987 | Зотов Михайло Семенович                                       |

## Операції Будбанку
Будбанк СРСР здійснював операції, що обумовлювалися його функціями в умовах радянської адміністративно-командної економіки:
- залучення коштів, призначених для фінансування капітальних вкладень;
- фінансування капітальних вкладень підприємств і організацій промисловості, транспорту, зв'язку, державної торгівлі та інших галузей, а також витрат по будівництву за кордоном, пов'язаних з наданням СРСР технічної допомоги іншим країнам;
- короткострокове кредитування підрядних організацій і будов;
- довгострокове кредитування капітального будівництва та витрат на впровадження нової техніки, розширення випуску товарів народного споживання, будівельних матеріалів;
- довгострокове кредитування індивідуального та кооперативного житлового будівництва;
- банк також контролював правильне й ефективне використання коштів, виконання планів будівництва і завдань по введенню в дію виробничих потужностей[18].

Таким чином, операції Будбанку СРСР можна поділити на категорії:
1. фінансування капітальних вкладень усіх галузей народного господарства (на безповоротній основі);
2. довгострокове кредитування (на поворотній основі);
3. короткострокове кредитування підприємств, об'єднань, організацій, які перебувають на господарському розрахунку, мають самостійний баланс і наділених власними оборотними засобами;
4. забезпечення розрахунків у будівництві та геології, для чого клієнтам відкривалися рахунки фінансування, розрахункові та інші рахунки.

Будбанк користувався правом видавати обов'язкові для своєї клієнтури інструкції та інші акти.